# Integrated Data Store
L'Integrated Data Store (IDS) è un modello reticolare largamente utilizzato dalle industrie per le sue prestazioni.
L'IDS è stato sviluppato da Charles Bachman per la General Electric nei primi anni '60. Non era noto per essere facile da usare perché era stato progettato per ottimizzare le prestazioni utilizzando l'hardware a disposizione in quell'epoca.
È stato utilizzato negli anni 1968-1969 anche in grandi aziende italiane, tra cui la Pirelli, anche per applicazioni prototipali in tempo reale, quali la gestione degli pneumatici di una filiale (Parma). Apprezzato per la semplicità di implementazione attraverso il linguaggio IDS Cobol esistente sulla linea di elaboratori GE400 commercializzata dalla Olivetti.